# Hahnia linderi
Hahnia linderi là một loài nhện trong họ Hahniidae.
Loài này thuộc chi Hahnia. Hahnia linderi được Jörg Wunderlich miêu tả năm 1992.